# Wassermühle Bohlsen

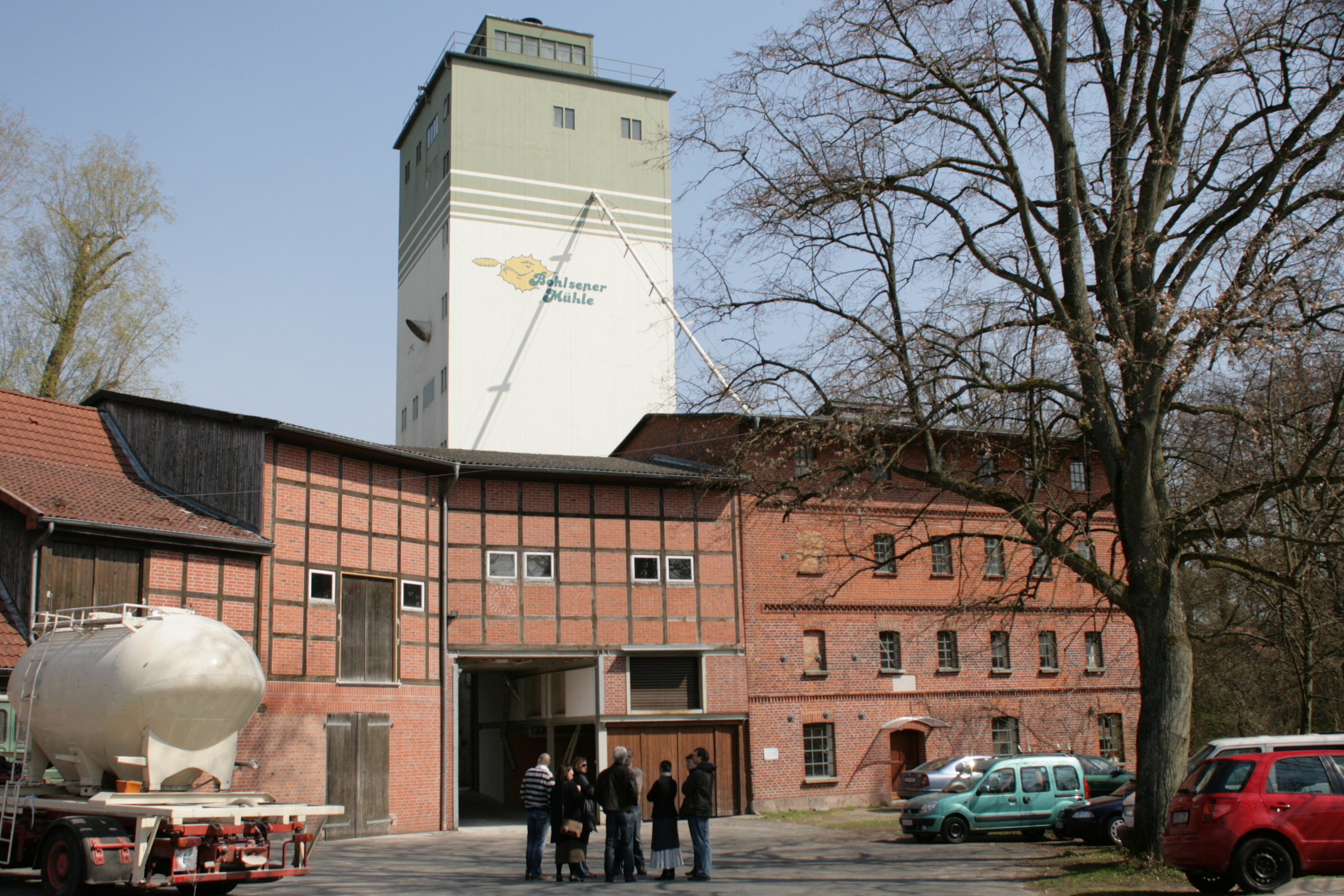
Wassermühle Bohlsen

Die Wassermühle Bohlsen ist eine Wassermühle am Fluss Gerdau, die sich im Ortsteil Bohlsen der Gemeinde Gerdau in der Lüneburger Heide befindet. Heute ist sie im Landkreis Uelzen die einzige noch im kommerziellen Betrieb befindliche Wassermühle. Sie ist Sitz des überregional bekannten Mühlen- und Backunternehmens Bohlsener Mühle, das organisch-biologisch angebautes Getreide verarbeitet.

## Geschichte
In Bohlsen wurde 1265 erstmals urkundlich eine Mühle an der Gerdau erwähnt, als drei Wasserräder eine Getreide-, eine Öl- und eine Bakemühle antrieben. Die Geschichte der heutigen Wassermühle Bohlsen reicht ebenfalls bis in das 13. Jahrhundert zurück. Als die Mühle 1852 ihre erste Turbine aus Holz bekam, entstand das Mühlengebäude aus rotem Backstein. In den letzten Jahrzehnten wurden für den Mühlenbetrieb einige Neubauten, wie Kornspeicher, Bäckerei und Lagergebäude errichtet. Nachdem 1979 der Sohn des Müllers den Betrieb von seinem Vater übernommen hatte, stellte er auf die Verarbeitung von organisch-biologisch angebautem Getreide um. Zu dieser Zeit hatte der Mühlenbetrieb zwei Mitarbeiter und die Zulieferung erfolgte durch zwei Landwirte mit organisch-biologischer Betriebsweise. 1983 entstand auf dem Mühlengelände eine Bäckerei für Bioprodukte, aus der 1989 eine Vollkornbäckerei wurde. Der inzwischen erheblich vergrößerte Mühlenbetrieb richtete 2004 am Ortsrand eine größere Backanlage ein. Im Jahr 2020 wurde eine weitere Backstraße in Betrieb genommen.

## Gegenwart

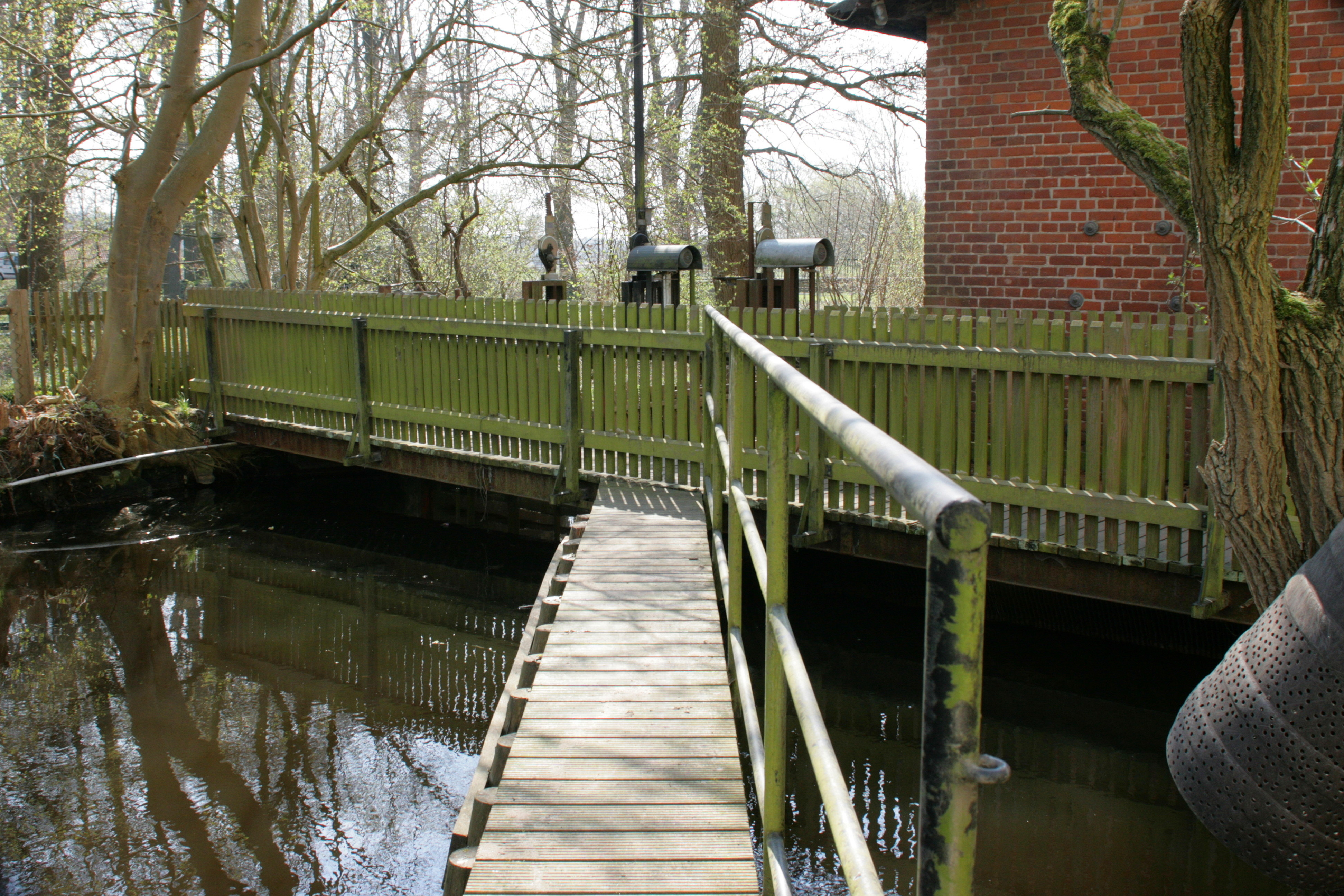
Wehranlage der Mühle an der Gerdau

Die Mühle ist eine Station an der Niedersächsischen Mühlenstraße. Der Mühlenhof mit seinen historischen Gebäuden des 19. Jahrhunderts als Ensemble gibt noch heute ein geschlossenes Bild ab. Das rustikal anmutende Mühlengelände mit seinem erhaltenen Wehr und größerem Baumbestand liegt idyllisch am Fluss.
Das heute auf dem Mühlengelände ansässige Mühlen- und Backunternehmen Bohlsener Mühle ist ein Naturkosthersteller mit 270 Mitarbeitern (Stand: Januar 2022), der den Naturkosthandel und den Einzelhandel überregional mit einem Sortiment von etwa 200 Bio-Produkten beliefert. Rohwaren werden auch an Weiterverarbeiter europaweit geliefert. Heute versorgen rund 200 ökologisch wirtschaftende Landwirte aus der Region die Mühle mit Getreide. Die Nutzung von erneuerbaren Energien wie Wasserkraft und Photovoltaik gehört zum Konzept des Unternehmens. Die Bohlsener Mühle erhielt 2015 den Deutschen Nachhaltigkeitspreis als nachhaltigstes KMU. 2023 wird sie erneut mit diesem Preis ausgezeichnet.